# Agrotis conclamationis
Agrotis conclamationis är en fjärilsart som beskrevs av Turati 1924. Agrotis conclamationis ingår i släktet Agrotis och familjen nattflyn. Inga underarter finns listade i Catalogue of Life.